# Битва при реке Паудер
Битва при реке Паудер (англ. Battle of Powder River), также известная как Битва Рейнолдса (англ. Reynolds Battle) — сражение между индейским союзом лакота—северные шайенны и армией США, произошедшее 17 марта 1876 года на юго-востоке Монтаны, на территории современного округа Паудер-Ривер.
Нападение Джозефа Рейнолдса на лагерь северных шайеннов и оглала усилило сопротивление враждебных индейских племён и положило начало войне за Чёрные Холмы. Несмотря на уничтожение большого количества продовольствия и боеприпасов индейцев, действия полковника подверглись критике и позднее он был отстранён от занимаемой должности.

## Предыстория
Согласно договору в форте Ларами, заключённому в 1868 году, лакота и северным шайеннам предоставлялась огромная резервация, включавшая Блэк-Хилс. Эта земля находилась в исключительном пользовании индейцев, и белым, за исключением правительственных чиновников, было запрещено вторгаться на их территорию. Открытие золота в 1874 году экспедицией подполковника Джорджа Армстронга Кастера и последовавший за этим наплыв старателей, спровоцировали вооружённые столкновения между индейцами и белыми. По условиям договора, власти США обязались удалять всех белых с индейских земель, а в случае, если белые будут игнорировать права сиу и шайеннов и вторгаться на их территории, применить войска и позволить индейцам самим силой выдворять пришельцев. Летом 1875 года в Блэк-Хилс уже находилось около 800 золотоискателей.
Осенью 1875 года в Вашингтоне прошла встреча президента Улисса Гранта с военным министром Белнапом, министром внутренних дел Чандлером, комиссионером по делам индейцев Смитом, и генералами Шериданом и Круком. Вопросы, обсуждаемые на встрече, касались продажи Блэк-Хилс и удаления из них индейцев. Убрать белых золотоискателей не представлялось возможным, было гораздо проще убрать сиу и шайеннов. По зимним лагерям индейцев были разосланы гонцы, сообщавшие, что им следует прибыть в агентства к концу января 1876 года, иначе, против них будет организована карательная экспедиция. Кочевать в холодное время года было равносильно самоубийству, и индейцы остались в своих лагерях. 8 Февраля 1876 года Филип Шеридан телеграфировал Джорджу Круку и Альфреду Терри, приказывая им предпринять зимние карательные кампании против враждебных индейцев.
Выступив из форта Феттерман, Территория Вайоминг, Крук направился на север. Погода стояла снежная и морозная, что затрудняло продвижение армейской колонны. Вступив в две стычки с индейцами, которые произошли 3 и 5 марта, колонна продолжила движение на север, а 7 марта пять кавалерийских батальонов двинулись к слиянию Прейри-Дог-Крик и реки Тонг. Достигнув этой точки 12 марта, кавалеристы двинулись сначала вниз по реке Тонг, а затем к верховьям Оттер-Крик. Они не обнаружили индейцев, но множество следов вело на восток к реке Паудер. Это обстоятельство убедило генерала в том, что Сидящий Бык и остальные враждебные вожди стоят лагерем где-то у слияния рек Паудер и Литтл-Паудер. В 5 часов вечера 16 марта он разделил свою колонну и послал полковника Джозефа Рейнолдса с примерно 379 солдатами, снабдив их продовольствием на один день, на юго-восток к реке Паудер. Ночью армейские скауты возглавили войско Рейнолдса и пошли по следам. Обнаружив селение индейцев на западном берегу реки, разведчики немедленно доложили об этом полковнику Рейнолдсу.

## Сражение
По предложению Фрэнка Гроурда, который жил среди лакота и говорил на их языке, колонна разделилась на три батальона — по две роты в каждом. Один батальон, роты I и K, 2-й кавалерийской армии США, под командованием капитана Генри Нойеса, должен был спуститься с крутых холмов к югу от того места, где будет создан второй полевой госпиталь, на дно долины. Одна рота под командованием капитана Джеймса Игана обязана была атаковать южную оконечность деревни. Другая рота (I), под командованием капитана Нойеса, должна была захватить табун, численностью около 1000 голов, пасущихся в долине по обе стороны реки. Второй батальон, роты Е и М 3-й американской кавалерии, под командованием капитана Энсона Миллса, должен был атаковать деревню одновременно с запада, а оставшемуся кавалерийскому батальону, рота Е 2-й американской кавалерии и рота F 3-й американской кавалерии, под командованием капитана Александра Мура, нужно было занять холмы к северу и западу от деревни, чтобы помешать индейцам бежать в этом направлении. Майор Таддеус Стэнтон и его скауты действовали отдельно. Второй лейтенант Джон Грегори Бурк и Роберт Стрэхорн, газетный репортёр, не причисленные ни к одному из подразделений, вызвались пойти с ротой капитана Джеймса Игана.
Утром 17 марта войско Рейнолдса атаковало индейское селение, в котором находились северные шайенны и оглала. Десять индейских юношей должны были следить за передвижением солдат, но из-за бури их не заметили. Сражение продолжалось пять часов. Захватив лагерь, полковник приказал уничтожить всё индейское имущество. Индейцы, вынужденные бежать, спрятали своих женщин и детей и контратаковали солдат, обрушившись на них с такой яростью, что потеснили их назад. Хотя индейцы потеряли только от двух до трёх убитыми и от одного до трёх ранеными во время битвы, они потеряли большую часть своего имущества. Рейнолдс приказал своим людям отступить и солдаты перешли на восточный берег замерзшей реки Паудер и двинулись на юг. Отход перерос в поспешное отступление вверх по реке Паудер, которое не остановилось до самого Лодж-Поул-Крика.
Рано утром 18 марта северные шайенны отбили более 500 своих лошадей и полковник приказал своим людям не преследовать их. В тот же день войска Крука присоединилась к Рейнолдсу. Воссоединённая колонна вернулась на базу в старый форт Рено. 26 марта 1876 года все солдаты и офицеры, за исключением четырёх человек, убитых 17 марта, вернулись в форт Феттерман.

## Итоги
Джозефа Рейнолдса обвинили в пренебрежении служебным долгом и за сожжение захваченных припасов, продовольствия, одеял, бизоньих шкур и боеприпасов вместо того, чтобы сохранить их для использования в армии, а также за потерю сотен захваченных лошадей. Джордж Крук был в ярости от действий полковника Рейнолдса. Он намеревался использовать захваченный индейский лагерь в качестве базы для своих дальнейших операций. Уничтожение Рейнолдсом лагеря разрушило этот план и генерал, свернув свои операции, вернулся в форт Феттерман. В январе 1877 года его судили в городе Шайенне, где суд признал полковника виновным по всем пунктам обвинения. Он был приговорён к отстранению от должности и командования на один год. Его друг и однокурсник по Вест-Пойнту, президент Улисс Грант, смягчил приговор. Рейнолдс вышел в отставку 25 июня 1877 года, ровно через год, после сражения при Литтл-Бигхорне.
Северные шайенны и оглала потеряли лишь троих воинов убитыми, но весь их лагерь был уничтожен и они были вынуждены просить помощи у других лакота.